# Dänische Badmintonmeisterschaft 1970
Die Dänische Badmintonmeisterschaft 1970 fand Anfang 1970 in Gedser statt.

## Finalergebnisse
| Disziplin    | Sieger                                           | Finalist                                            | Ergebnis           |
| ------------ | ------------------------------------------------ | --------------------------------------------------- | ------------------ |
| Herreneinzel | Svend Pri, Amager BC                             | Elo Hansen, Københavns BK                           | 17-14, 17-18, 15-6 |
| Dameneinzel  | Imre Rietveld Nielsen, Nykøbing F.               | Anne Berglund                                       | 7-11, 11-6, 11-3   |
| Herrendoppel | Svend Pri, Amager BC Per Walsøe, Gentofte BK     | Henning Borch, Amager BC Erland Kops, Københavns BK | 15-12, 15-6        |
| Damendoppel  | Karin Jørgensen Ulla Strand, Københavns BK       | Anne Flindt Pernille Mølgaard Hansen, Gentofte BK   | 11-15, 15-10, 15-7 |
| Mixed        | Per Walsøe Pernille Mølgaard Hansen, Gentofte BK | Klaus Kaagaard Ulla Strand, Københavns BK           | 15-5, 15-11        |